# Olena Radtjenko
Olena Viktorivna Radtjenko (ukrainska: Олена Вікторівна Радченко), född 21 maj 1973 i Kiev, Ukrainska SSR, Sovjetunionen (nu Ukraina), är en ukrainsk tidigare handbollsspelare.
Hon ingick i det ukrainska lag som tog OS-brons i damernas turnering i samband med de olympiska handbollstävlingarna 2004 i Aten.